# 井上橡膠工業
井上橡膠工業株式會社（日語：井上ゴム工業株式会社）為日本的輪胎製造商，創立於1926年。主要產品為自行車、摩托車與輪椅等的內、外胎，而母公司為Inoac公司。

## 公司概況
井上橡膠工業株式會社和其他日本同業最大的不同點是專門製造二輪機動車輛的內外胎：自行車、摩托車、輪椅等；而且除了日本國內之外，在中國、東協的泰國、越南、印尼等國家投資設廠。
該公司使用的品牌為IRC TIRE，對外自稱亦是如此。此外，該公司在2000年11月26日與普利司通各出資50%，在大阪府池田市成立「普利司通井上橡膠製造公司」（Bridgestone IRC Manufacturing Co. Ltd.），生產兩家品牌的摩托車斜交簾布層輪胎。

## 旗下事業單位與關係企業

### 日本國內工廠
- 總部：愛知縣名古屋市
- 普利司通井上橡膠製造公司：大阪府池田市
- 東北Inoac公司：宮城縣栗原市

### 海外關係企業
- 中國：
  - 伊諾華有限公司平湖廠[2]：中國浙江省平湖市當湖街道城北路399號
- 越南：
  - 井上橡膠越南有限公司：越南永福省
- 泰國：
  - 井上橡膠泰國有限公司：泰國巴吞他尼府探耶武里縣
  - IRC亞洲研究公司：泰國巴吞他尼府探耶武里縣
- 印尼：
  - PT Gajah Tunggal Tbk：印尼雅加達

## 公司沿革
- 1926年：創立井上護謨製造所，製造自行車之內、外胎。
- 1933年：開始以「IRC」品牌外銷。
- 1952年：開始生產摩托車輪胎。
- 1959年：在斯里蘭卡和當地企業合資製造自行車之內、外胎。
- 1966年：為了處理北美洲的銷售業務，設置美國分公司。
- 1969年：為應付增產而在宮城縣設立新工廠（現改為東北Inoac公司若柳工廠），同時赴泰國設廠製造摩托車內、外胎。
- 1973年：赴南韓設廠生產自行車之內、外胎。
- 1988年：赴印尼與PT Gajah Tunggal Tbk公司合資設廠，生產自行車之內、外胎。
- 1996年：赴越南合資設廠，生產摩托車輪胎。

## 外部連結
- （日語）日文官方網站（页面存档备份，存于）
- （英文）英文官方網站（页面存档备份，存于）